# Reychesta
José Alberto Collado (Santiago, República Dominicana, 6 de octubre de 1978) más conocido como Reychesta, es un rapero dominicano.

## Trayectoria
Nacido en Santiago, República Dominicana en 1978, hijo de Natividad Collado y del cantante, actor, humorista y locutor Anthony Ríos, fue matriculado en una escuela de artes escénicas a la edad de cinco años. Allí aprendió a tocar instrumentos como piano, guitarra y saxofón.
Con nueve años su madre lo llevó a vivir a Corona Queens, Nueva York. Ahí se relaciona en el mundo del Hip hop de los Estados Unidos.
Entre 1994 y 1995, en la ciudad de Santiago de República Dominicana, forma parte del grupo Public Mc.
En 1997 decide unirse a una estación de radio de habla española, donde probó suerte en estilo libre en la emisión matutina.
En 1998 se traslada a Nueva York, en donde forma parte de un nuevo grupo llamado Cliffhangaz. Editó un disco de vinilo en inglés (EP) grabado a 33 revoluciones por minuto junto a Mista Sinista, Shakim y A.B. Universal, publicado por el sello Fat Beats Records. Este disco iba a contener más canciones, pero finalmente no se llegó a un acuerdo con la disquera Rockets Recordings y el disco quedó reducido a cuatro pistas musicales.
En enero de 1999, las bailarinas de los shows de Ivy Queen le dan el número telefónico de DJ Playero, fue así como Reychesta lo contacta y viaja a Ponce, Puerto Rico para conocerlo. En el aeropuerto lo reciben DJ Playero y Tempo. Se quedó por dos semanas, en las cuales realizó shows y grabó una canción interpretada por Tempo y él, producida por DJ Playero, llamada «Narcotraficantes de lírikas». Inicialmente Reychesta y DJ Playero hicieron una pista musical que Reychesta luego no quiso ocupar porque la encontraba lenta, pero esta pista musical sí le gustó a Tempo, que posteriormente la usó para grabar la canción «Miles de dólares».
Su canción más conocida se llama «Falsedades» (que se llamaría «Se las dan de malos»). Inicialmente trabajarían en la canción Artwell Smart como productor musical y Reychesta como intérprete, este último también decidió incluir a Rocca y a P.N.O para que colaborarán en el tema, cuando los tres eran parte de la agrupación Tres Coronas. Artwell Smart creó el beat con una clásica máquina de ritmos y secuencias SP1200, usando violines extraídos de un viejo disco de baladas de Carmita Jiménez, de la canción «Peligro» de 1960.

### Tres Coronas (2001-2006)
En 2001 Reychesta a través del productor neoyorquino Spank conoce a P.N.O, ambos grabaron una canción que nunca fue publicada llamada «Real Soldados». P.N.O le sugirió a Rocca que trabajarán con el dominicano.
Mientras veían una carrera de caballos en la televisión, en la cual el relator de la carrera dice "triple crown" (crown traducido al español es corona), es en ese momento cuando Reychesta sugiere bautizar el grupo como Tres Coronas. P.N.O y Rocca estuvieron de acuerdo con la idea. El diseñador del logo oficial de Tres Coronas fue Hashim.
La primera canción que hicieron ya con el nombre oficial del grupo fue «Para El Futuro», compuesta e interpretada por Reychesta y P.N.O y producida por Shakim. Esta canción iba a formar parte del álbum Playero 41: Past, Present & Future (Part 2), del año 1999. La primera canción que grabaron juntos los tres integrantes del grupo fue «El Trato».
Existen dos documentales del grupo, el oficial y el no oficial, ambos llamados: Tres Coronas: Nuestra Cosa.

### Solista
Luego de su salida del grupo, Reychesta sigue su carrera como solista en Chosen Few Emerald Entertainment, Inc., empresa de Boy Wonder, en la cual ya había firmado aproximadamente siete meses antes de su salida del grupo. Las polémicas continuaron ya que luego de su separación del grupo, Rocca y P.N.O conservan el nombre de Tres Coronas, luego de que Rocca no cumplió con el contrato y registrara el grupo a su nombre bajo el sello Parcero Production, sin consentimiento de Reychesta.
Reychesta publicó un ensayo del grupo realizado en la casa de Rocca, correspondiente al año 2004. También remasterizó la canción «Las Pistolas» (originalmente cantada junto a P.N.O), renombrándola como «Pistola», en esta nueva versión aparece en solitario y se publicó en el disco Yo Quiero Dinero: Mixtape. En el disco Mixtape U.S.A de 2012 aparece una de las tiraeras que le ha dedicado al dúo, principalmente a Rocca, llamada «Rocca Inmigrante». En Yo Quiero Dinero: Mixtape del año 2013, aparece otra llamada «Disparando Novatos», y en La Lista Negra del año 2014 aparece la tiraera llamada «De Que Tú Hablas». En otras canciones ha hecho indirectas como por ejemplo: «Muchos Tratan (Remix)», «Nos Tienen Miedo», «Nos Tienen Miedo Dos», «Somos La Calle», «Todo Lo Que Sube», «Yo No Tengo Tiempo», «Remember This», «No Quisieron Grabarme Fuck With Me», «I'm Back», «Pistola», «Nunca Los Perdonaré (Remix)», «Sigo En La Mia», «Lírika Pura», «En Esta Orilla» y «Hold Your Own». Rocca y P.N.O también han hecho canciones con indirectas hacia Reychesta.
En el año 2006 junto a Santacruz (exintegrante del grupo Gotas de Rap) colaboran en la canción de Zebra (exintegrante del grupo La Etnnia) llamada «Testamento» del álbum The Getto Superstar. También compone el coro de la canción «Frikitona» del dúo Plan B y participa en la canción «Revelación (Remix)» con Tempo y Getto, para el álbum Chosen Few II: El Documental.
En 2007 colabora con el cantante español Alejandro Sanz, en el remix de la canción «A La Primera Persona», del álbum El Tren De Los Momentos: Edición Especial, primero grabaron una canción de rap llamada «La Manera», la cual el sello discográfico no incluiría en el álbum, por esta razón Alejandro Sanz decidió grabar junto con Reychesta el remix de la canción «A La Primera Persona».
En 2008, Reychesta aparece en el video Oficial de la canción «Free Tempo (Remix)», junto a Mexicano 777, MC Ceja, Getto & Gastam, Boy Wonder, Fuego, L.D.A y Milagros Badillo (madre de Tempo), también sale en el video de «Hello Mama (Remix)» junto con Héctor "El Father", Jim Jones, Getto, Yomo, Jenny La Sexy, Boy Wonder y L.D.A. Y graba las exitosas canciones «If You Don't Know Who I Be»/«Si Tú No Sabes De Mi» con Twista y «Me Quieren Arrestar» producida por The Salazar Brothers (ganadores de tres Premios Grammy), para el álbum Chosen Few III: The Movie. El mismo año sale de manera no oficial su primer álbum como solista llamado Las Tres Caras De La Muerte, cuyo significado según Reychesta es primero, el asesino, segundo, el método o arma que se utilizó para matar y tercero, el muerto. Reychesta dice que el álbum no se trata de la vida en la calle y sobre las mujeres, sino que trata de su crianza, sus experiencias de vida, esta es una manera de dar a conocer su vida y de expresar sus opiniones sobre lo bueno y lo malo de la sociedad. También colaboró en la canción «Nos Tienen Miedo» con Kastro, Temperamento, Cuban Link, Noztra, Aro Sánchez, Eddy Ness, Luciano, Poe Rilla y Nox. Además aparece en los créditos del documental La Vida Loca, debido a la canción «Instinto Animal».
En 2010 colaboró en la canción «Nos Tienen Miedo Dos» con Poe Rilla, Cuban Link, Mely Mel, El Pope, Zaturno, Pato Pooh, K. Sikario y Temperamento.
En 2011, es contactado por WWE Music Group, para componer e interpretar el nuevo tema de entrada del luchador Hunico, el cual se tituló «Respeto», grabándolo con la ayuda de Jim Johnston (legendario compositor de WWE, Inc.), siendo estrenado el 29 de noviembre del año 2011. Este mismo año lanza su primer mixtape en solitario llamado, El Underground Mixtape (Vol. 1).
En 2012, Reychesta compone los versos de Jenny La Sexy, para la canción «Wow (Official Remix)» cantada junto a Sensato, la cual formó parte del álbum Chosen Few Urbano: El Journey. El 30 de abril, saca el Mixtape U.S.A.
El 22 de enero de 2013, saca su mixtape Yo Quiero Dinero. También junto al cantante Pirómano El Casique, crean la canción «Bien Hardcore» la cual es una tiraera para Jay-Z, Wisin y Cosculluela. Ese mismo año en la canción «Uno Entre Miles» con la colaboración de Tony Sour y D-Dayz, hace una tiraera para Tego Calderón. Reychesta compone la canción «Los Blue Prints», para Jenny La Sexy Voz y Arcángel, la cual formó parte del álbum Chosen Few Urbano: Continues. El 11 de julio de este año, el ecuatoriano-español Capo C en conjunto con Reychesta lanzan el mixtape Narco Rap Corridos.
En 2014 compone gran parte de las canciones del mixtape de Jenny La Sexy Voz, llamado La Sexy Mixtape, como por ejemplo: «La Sexy», «Amor De Cazerío» con Gotay "El Autentiko" y D.OZi, «Acaríciame» con Zion & Lennox, «Inténtalo» con Maluma, «Queens Connection» con Aye Wun y Dave East.
En el año 2016, debido a conflictos con Chosen Few Emerald Entertainment, Inc., Reychesta cambió su nombre artístico por el de Primera corona, para evitar cualquier vínculo con su compañía discográfica. El 25 de agosto de este mismo año, Trakblazers Entertainment presenta el primer álbum de estudio oficial como solista de Primera corona, un EP llamado Inferno, producido por Artwell Smart, cuyas pistas son de Rap y de Trap, grabadas en español y en inglés. Contiene una colaboración de Chris Rivers (hijo del rapero Big Pun).
En 2017, junto al rapero Vinilo MC, crearon el dúo Real Doble Corona.
El 1 de enero de 2019 Reychesta lanzó su mixtape Los Gapvillanes. Y el 13 de marzo en compañía de dos mexicanos llamados Bajito Exclusivo y Peso El Negro Latino, publican un mixtape titulado Equipo Armado.

## Discografía

### Cliffhangaz (Mista Sinista, Shakim, A.B. Universal & Reychesta)
- 1998: Cliffhangaz (Fat Beats Records)

### Tres Coronas (Reychesta, P.N.O & Rocca)
- 2001: Mixtape (Parcero Production/5-27 Records)
- 2002: Mixtape Remix (Parcero Production)
- 2003: New York Mixtape (Parcero Production/Ecko Unltd.)
- 2005: Nuestra Cosa (Parcero Production/2Good)
- 2006: Nuestra Cosa: Deluxe Edition (Parcero Production/Machete Music)

### Solista
- 2008: Las Tres Caras De La Muerte (Chosen Few Emerald Entertainment, Inc.)

#### Radikal People, Callao Cartel & Reychesta
- 2009: Tequendama (Live) (Legalize Records)
- 2011: El Underground Mixtape (Vol. 1) (Primera Corona Records/La Vega Entertainment)
- 2012: Mixtape U.S.A (Primera Corona Records/Chosen Few Emerald Entertainment, Inc./La Vega Entertainment)
- 2013: Yo Quiero Dinero: Mixtape (Primera Corona Records/La Vega Entertainment)

#### Capo C & Reychesta
- 2013: Narco Rap Corridos: Mixtape (Primera Corona Records)
- 2014: La Lista Negra (Primera Corona Records)
- 2016: Inferno (Trakblazers Entertainment)
- 2019: Los Gapvillanes: The Mixtape (Primera Corona Records/Baby BoyZz Incorporated)

## Premios y nominaciones
| Año  | Premiación       | Categoría            | Trabajo                                         | Resultado | Ref. |
| ---- | ---------------- | -------------------- | ----------------------------------------------- | --------- | ---- |
| 2012 | Premios Juventud | mejor canción urbana | Voz del momento/El super tour/Mi artista urbano | Nominado  |      |